# Pianezza
Pianezza és un comune (municipi) de la ciutat metropolitana de Torí, a la regió italiana del Piemont, situat a uns 12 quilòmetres al nord-oest de Torí. A 1 de gener de 2019 la seva població era de 15.391 habitants.
Pianezza limita amb els següents municipis: Collegno, Rivoli, Alpignano, Druento, San Gillio i Venaria Reale.